# チェ・ウニョン
チェ・ウニョン（Eunyoung Choi、최은영）は、韓国出身の女性アニメーター、アニメーション演出家、プロデューサー。株式会社サイエンスSARU代表取締役。

## 来歴・人物
嶺南大学校にて彫刻を学び、卒業後にイギリスのセントラル・セント・マーチンズ大学に留学してアニメーションを学んだ後、来日した。動画を経ずに初めから原画としてアニメーターになって1年目の2006年、湯浅政明が監督した『ケモノヅメ』の第6話「辛口バースディ」で作画監督を初担当し、第10話「人の不幸は蜜の味」のアバンタイトルで作画・演出・美術を担当した。
その後は湯浅の作品を中心に様々な作品で腕を振るい、2008年の『カイバ』では脚本・絵コンテ・演出・作画監督の四役を担当した。近年ではアニメーターの他に演出家としても活躍している。2014年の『ピンポン THE ANIMATION』では副監督のかたわら、エンディングアニメーションを一人で描き上げている。
アニメーターの三原三千夫はウニョンのファンである旨を明かしており、キャリアの積み方によっては世界的な仕事のできる人物だと絶賛している。三原とは、『ケモノヅメ』『カイバ』『四畳半神話大系』『Kick-Heart』などで一緒に仕事をしている。
2013年、湯浅政明と共にアニメーション制作会社サイエンスSARUを設立、共同経営者として会社の経営にも携わる。2020年3月に共同創設者の湯浅が代表取締役を退任したことに伴い、2代目の代表取締役に就任した。

## 作品リスト

### テレビアニメ
2006年
- ウィッチブレイド（原画）
- ケモノヅメ（作画監督・原画・第10話アバン演出・作画・美術）
- TOKYO TRIBE2（エンディングアニメーション）

2007年
- 天保異聞 妖奇士（原画）

2008年
- カイバ（作画監督・原画・脚本・絵コンテ・演出）
- キャシャーン Sins（作画監督・絵コンテ・演出・原画・第二原画）

2010年
- Wakfu Episode BONUS 「Noximilien l'Horloger」（監督・絵コンテ・演出）
- 四畳半神話大系（絵コンテ・演出・原画）

2013年
- Dofus: Aux trésors de Kerubim（監督）

2014年
- スペース☆ダンディ（ストーリー原案・絵コンテ・演出・美術デザイン・ゲストキャラデザイン・原画）
- ピンポン THE ANIMATION（副監督・エンディングアニメーション・第10話演出・原画）
- アドベンチャー・タイム（Season6 episode7プロデューサー・クリエイティブディレクター）
- デビクロってなに?（監督・設定デザイン・絵コンテ）

2015年
- 牙狼-GARO- -炎の刻印-（オープニングアニメーション絵コンテ・演出・編集）

2020年
- 映像研には手を出すな!（プロデューサー・アニメーションプロデューサー）

2022年
- 平家物語（プロデューサー）
- ユーレイデコ（チーフプロデューサー）

### 劇場アニメ
2008年
- HELLS ANGELS（原画）

2010年
- 観光旅行 a sightseeing tour（声の出演）

2013年
- Kick-Heart（副監督・色彩設定・原画）

2014年
- クレヨンしんちゃん ガチンコ!逆襲のロボとーちゃん（巨大ひろしロボバトル作画）

2015年
- クレヨンしんちゃん オラの引越し物語 サボテン大襲撃（メキシコキャラクター原案・サボテンデザイン・作画協力）

2017年
- 夜は短し歩けよ乙女（絵コンテ・制作プロデューサー）
- 夜明け告げるルーのうた（制作プロデューサー）

2019年
- きみと、波にのれたら（プロデューサー、製作委員会）

2022年
- 犬王（製作、プロデューサー）

2024年
- きみの色（製作）

### OVA
2015年
- みんなのどうよう 夕やけ小やけ〜うたいつぎたいうた〜「四季の歌」（演出）

### Webアニメ
2018年
- DEVILMAN crybaby（アニメーションプロデューサー）

2020年
- 日本沈没2020（アニメーションプロデューサー）

2021年
- スター・ウォーズ: ビジョンズ「AKAKIRI(赤霧)」（監督）

2023年
- スコット・ピルグリム テイクス・オフ（エグゼクティブプロデューサー）